# San José (Cañazas)
San José è un comune (corregimiento) della Repubblica di Panama situato nel distretto di Cañazas, provincia di Veraguas. Si estende su una superficie di 147,2 km² e conta una popolazione di 1.936 abitanti (censimento 2010).